# IC 4933
IC 4933 — галактика типу SBbc (компактна витягнута галактика) у сузір'ї Телескоп.
Цей об'єкт міститься в оригінальній редакції індексного каталогу.